# フレゼリクスハウン
フレゼリクスハウン（Frederikshavn [fʁeðʁeksˈhɑwˀn]）は、デンマーク・ユトランド半島北部に位置する港町。フレゼリクスハウンとは直訳すると「フレゼリクの港」（ハウンはデンマーク語で港の意味）。

## 解説
人口は2023年現在22,961人。デンマークの地方行政区画としては、北ユラン地域のフレゼリクスハウン市（町長は2013年1月よりビアギッテ・ハンセンが務める）に属する町となる。
大型客船が入ることができる港からは定期フェリーがスウェーデンのイェーテボリ、ノルウェーのオスロ・ラルヴィク、そして近くのリゾート島レス島などに出ている。なお、エーテボリまでは通常フェリーで3時間半、高速フェリーで2時間。
1959年に日本の和歌山県沖で遭難した日本漁船の船員を救出しようとして自らも水死した、貨物会社A.P. モラー・マースクのクヌッセン機関長を奉る慰霊碑が郊外のバングスボー博物館に建立され、2007年8月には和歌山県から市民など関係者が訪れ、「ジャパン・フェスティバル」も開かれた。
コペンハーゲンからはDSBデンマーク国鉄で6時間。ユトランド半島北部地域の中心都市オールボーとは車で40分、DSBデンマーク国鉄では1時間10分で行ける。また私鉄でデンマーク最北の町スケーエンにも行ける。
港の一部はデンマーク海軍の基地になっている。

## 姉妹都市
- Borlänge、スウェーデン
- ブレーマーハーフェン、ドイツ
- パーミュート、グリーンランド
- ラルヴィク、ノルウェー
- North Tyneside、イギリス
- リガ、ラトビア
- ロヴァニエミ、フィンランド
- ヴェストマン諸島、アイスランド